# Katherine Compton
Katherine Compton (ur. 3 grudnia 1978 w Wilmington) – amerykańska kolarka przełajowa i szosowa, czterokrotna medalistka mistrzostw świata oraz zdobywczyni Pucharu Świata.

## Kariera
Pierwszy sukces w karierze Katherine Compton osiągnęła w 2007 roku, kiedy zdobyła srebrny medal w kategorii elite podczas mistrzostw świata w Hooglede. W zawodach tych wyprzedziła ją jedynie Francuzka Maryline Salvetat, a trzecie miejsce zajęła kolejna reprezentantka  Francji, Laurence Leboucher. Wynik ten powtórzyła na mistrzostwach świata w St. Wendel w 2011 roku oraz rozgrywanych dwa lata później mistrzostwach świata w Louisville. W obu przypadkach wyprzedziła ją tylko Holenderka Marianne Vos. Zdobyła także brązowy medal podczas mistrzostw świata w Hoogerheide w 2009 r. W sezonach 2012/2013 i 2013/2014 triumfowała w klasyfikacji generalnej Pucharu Świata w kolarstwie przełajowym. Ponadto w sezonie 2010/2011 była druga, a w sezonach 2008/2009 i 2011/2012 zajmowała trzecie miejsce.